# Ristiküla (Surju)
Ristiküla – wieś w Estonii, w prowincji Parnawa, w gminie Surju.